# Annick Christiaens
Annick Christiaens (Aalst, 26 april 1967) is een Vlaamse actrice, scenariste en regisseur.
Ze studeerde in 1985 af aan de Studio Herman Teirlinck. In 1985 debuteerde ze als jonge actrice in de langspeelfilm Wildschut waar ze de rol van Lisa vertolkte. In 1988 studeerde ze af aan het Conservatoire Supérieure d'Art Dramatique de Paris. In 2007 had ze een hoofdrol in de film Firmin, waarin ze diens vroegere partner Germaine vertolkte. Ze speelde ook tal van Franse films en televisieseries.
In 2006 behaalde ze een bachelor theater- en filmwetenschappen aan de Universiteit van PARIS III Nouvelle Sorbonne. Naast actrice werd ze ook actief in het schrijven van film & tv scenario's. Drie van haar scenario's werden inmiddels verfilmd in de kortfilms, Le Repas, Once Upon A Time en Marquet Place, die ze regisseerde. Ze werd laureaat van het schrijverspaleis in 2014 met de langspeler ENIG KIND.

## Vertolkingen
- 1985: Wildschut: Lisa
- 1987 : Passion Tendresse : Rosanna
- 1988 : l'Ane et le Ruisseau ( Alfred de Musset) - Barones
- 1989 : Mort d'un Commis voyageur ( Arthur Miller) - Letta
- 1990 :  Les Amants Magnifiques ( Molière) - La Princesse Eriphile
- 1990: Commissaris Roos: meerdere gastrollen
- 1991 : Tournée Les Amants Magnifiques ( Molière) - La Princesse Eriphile
- 1991 : Les Lettres de Van Gogh  - la femme de Théo
- 1993: De zevende hemel: meisje met hond
- 1995: De ooggetuige: Margot Pascali
- 1997: Didier: vrouw met hond
- 1999: De Makelaar (eerste seizoen): Myriam Verbeeck
- 2001: De Makelaar ( tweede seizoen) : Myriam Verbeeck
- 2003: Any Way the Wind Blows: Elsie
- 2004: Rupel: Sofie Deruyck
- 2006: Aspe: Hélène Van De Plas
- 2007: Firmin: Germaine
- 2007: Sara: Martine Hoste
- 2008: Sara: Martine Hoste
- 2008: La fabrique des sentiments: procureur
- 2008: Happy Together: Myriam
- 2009: Witse: Emmy Sercu-Teugels
- 2009: David: moeder van Robby
- 2011: Quichote's eiland: hoofd van de school van San
- 2012: Aspe: moeder van Sandy
- 2012 : La Grande Boucle - Gertrude
- 2013 : Sous le figuier : Isabelle
- 2013 : Galaxiepark
- 2014 : New Texas - Mevr Westermans (TV Serie)
- 2014 : Yves Saint Laurent - Journaliste
- 2014 : Professor T - Denise Rabet (TV Serie)
- 2014 : J.Kessels, the novel - Brigitte de Braay
- 2015 : Coppers - Onderzoeksrechter Carine (TV Serie)
- 2015 : 46 xx : Moeder van Sophie
- 2016 : Le Petit Locataire - Verpleegster
- 2016 : Please Love Me Forever - Claudie ( Award voor Beste actrice in  L.A)
- 2016 : Patient Zero - actrice
- 2016 : Le Repas (Kortfilm) - Scenario, regisseur.
- 2016 : Once Upon A Time (Kortfilm) - Scenario, regisseur.
- 2017 : Voorrang - Gabrielle
- 2017 : De zonen van Van As - Politica (TV Serie)
- 2018 : Marquet Place (Kortfilm) - Scenario, regisseur.
- 2018 - 2019 : Heirs of the Night (Internationale TV Serie)
- 2018 - 2019 : Yummy - Moeder
- 2019 : De Kotmadam (TV Serie)
- 2019 - 2020 : Heirs of the Night - Audrey de Pyras ( 2e seizoen Internationale TV Serie)
- 2020 : De zonen van Van As - Cindy Calleeuw (TV Serie)
- 2021: Lisa - Brigitte (TV Serie)
- 2022: Les Papillons Noirs - Martha ( TV serie Arte)
- 2022 : The Palace - Amanda ( Film van Roman Polanski - met John Cleese)

- Biblioteca Nacional de España: XX5006966
- Bibliothèque nationale de France: cb16976109t (data)
- International Standard Name Identifier: 0000 0000 8635 5398
- Virtual International Authority File: 124981615
- WorldCat: E39PBJg8JWQD8CdbTJCHvBQyVC